# Żebry-Marcisze
Żebry-Marcisze – kolonia w Polsce, w województwie mazowieckim, w powiecie przasnyskim, w gminie Czernice Borowe.
W skład sołectwa Żebry wchodzą Żebry-Idźki, Żebry-Kordy, Żebry-Marcisze.
Do 31 grudnia 2023 miejscowość była częścią wsi Żebry-Kordy.